# Prothalpia holmbergi
Prothalpia holmbergi is een keversoort uit de familie zwamspartelkevers (Melandryidae). De wetenschappelijke naam van de soort werd in 1852 gepubliceerd door Carl Gustaf Mannerheim.